# Robert Metzkes
Robert Metzkes (* 29. März 1954 in Pirna, Bezirk Dresden, DDR) ist ein deutscher Bildhauer, Maler und Grafiker.

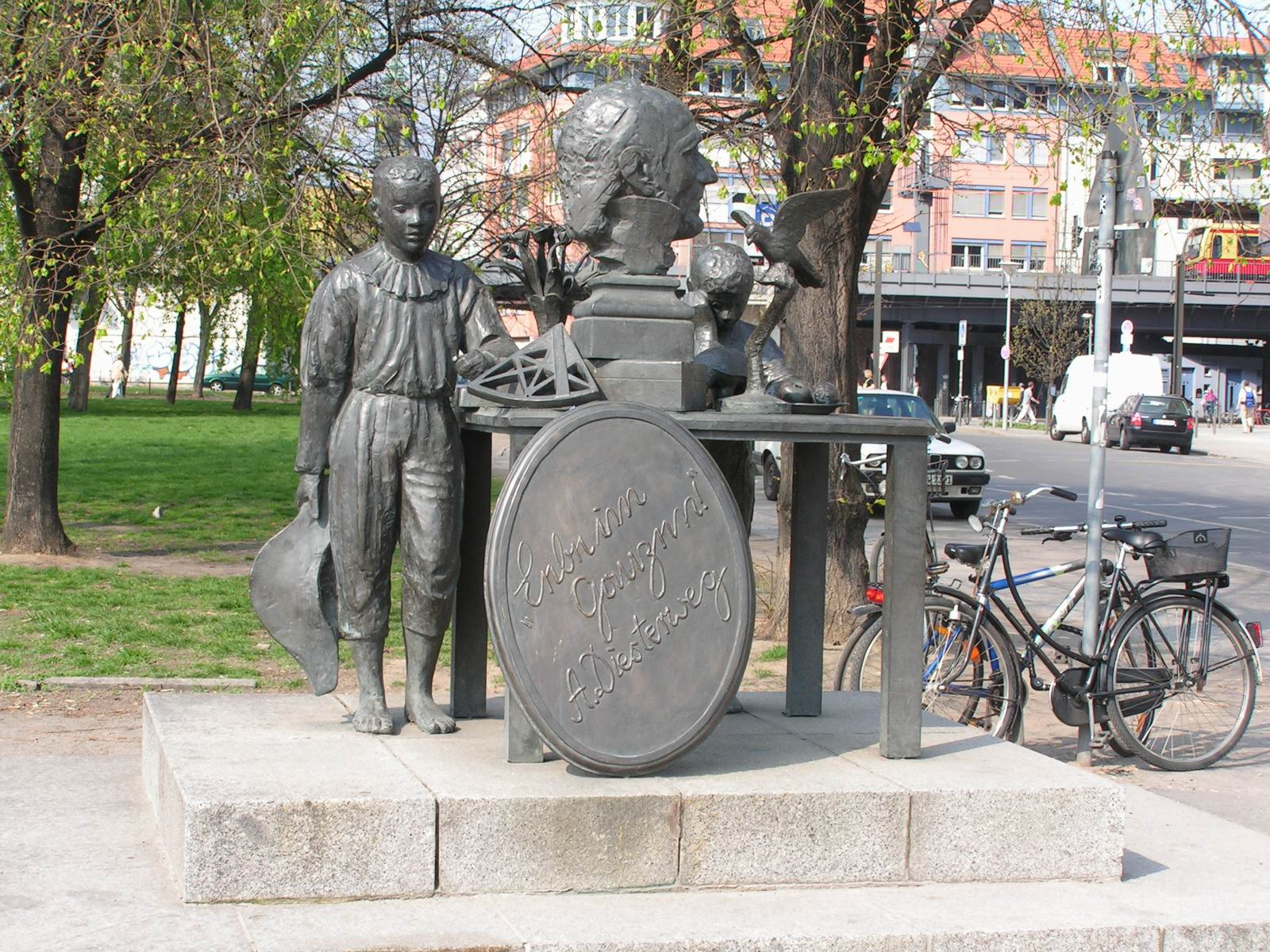
Adolph-Diesterweg-Denkmal in Berlin-Mitte an der Burgstraße.

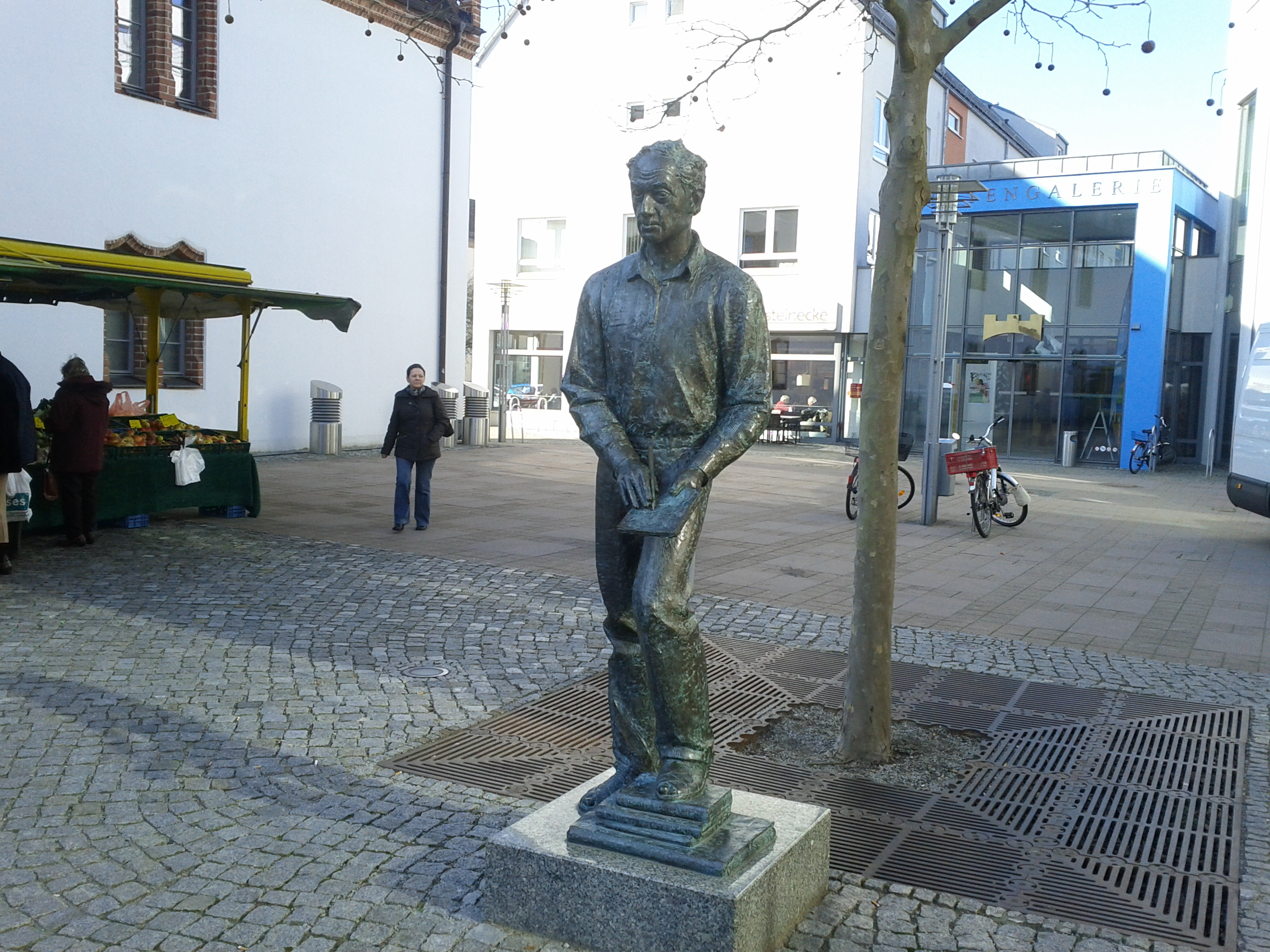
Gerhard-Goßmann-Denkmal in Fürstenwalde/Spree

## Leben und Werk
1959 zog die Familie – der Vater ist der Maler Harald Metzkes, die Mutter Elrid Metzkes war eine Textilkünstlerin – von Pirna nach Berlin. 1972 legte er dort sein Abitur ab, an das sich ein Studium der Bildhauerei an der Hochschule für Bildende Künste in Dresden, wo schon sein Vater studiert hatte, anschloss. Gerd Jaeger unterrichtete ihn dort in den ersten beiden Studienjahren und danach bis 1977 Jaegers einstiger Lehrer Walter Arnold sowie Helmut Heinze. Dann kehrte er nach Berlin zurück und arbeitete als freier Bildhauer, für drei Jahre vom Magistrat Berlin gefördert. Es entstand die erste lebensgroße Figurenskulptur (Gips für Bronze), freiweg-beschreibend Stehende (zu Boden blickend) betitelt, und der in Bronze gegossene Kinderkopf Hans, wobei Hans der eigene Sohn ist. Außerdem die Kohlezeichnungen Zwei sich keilende Alte und Stürzender Mann. In der Galerie Sophienstraße in Berlin-Lichtenberg stellte er 1981 zum ersten Mal aus. 1983 wurde ihm der Gustav-Weidanz-Preis für Plastik der Burg Giebichenstein Kunsthochschule Halle zuerkannt.
1985 begann er sich mit farbig engobierter Terrakottaplastik zu beschäftigen. Den Umgang mit dem Rohmaterial Ton und die Technik des Einfärbens hat er mithilfe seiner Schwester Verena Hann, die eine namhafte Keramikerin ist, erlernt. Im selben Jahr wurde die Ausstellung Junge Bildhauer DDR/UdSSR, an der er beteiligt war, in Frankfurt (Oder) und in Moskau gezeigt. Im Januar 1988 erhielt er den Will-Lammert-Preis der Akademie der Künste der DDR. Wenige Monate vor dem Höhepunkt der Protestbewegung in der DDR war Metzkes Sitzende Frau auf einem Stuhl Blickfang einer Skulpturen-Ausstellung von Nachwuchsbildhauern in der Ruine der Franziskaner-Klosterkirche. Über den Zeitraum Januar 1988, dem Einverständnis des Ostberliner Oberbürgermeisters, bis zu den Feierlichkeiten im Oktober 1990, erstreckte sich das Projekt Adolph-Diesterweg-Denkmal. Metzkes erhielt den Auftrag, ein solches zu konzipieren und auszuführen. Dabei folgte er trotz mahnender Zwischenbegutachtungen unbeirrt seinem assoziativen Grundkonzept und lieferte ein Ensemble aus traditionellen Darstellungen wie Büste und Inschrifttafel, und Symbolen, „stellvertretenden Utensilien“, wie er sie nannte. Diesem Auftrag folgte zwischen 2006 und 2009 die Her- und Aufstellung einer überlebensgroßen Bronze zu Ehren Gerhard Goßmanns im Auftrag der Stadt Fürstenwalde/Spree.
Robert Metzkes ist mit der Malerin Barbara Putbrese verheiratet. Sie leben in Berlin-Karlshorst.

## Stil
Metzkes' Schwerpunktarbeiten, die überwiegend lebensgroßen Menschengestalten, die stehen, sitzen, knien oder liegen oder auch im Gehen begriffen sein können, fertigt er im ehemaligen Bildhaueratelier von Georg Kolbe im Berliner Westend. Seine meist nach idealtypischen Modellen entstandenen Figuren, aber auch archetypischen und fantastischen Gestalten wie Faune und Harlekine werden von einem Teil der Betrachter als realistisch, wenngleich auch nicht mit lebenden Objekten verwechselbar, wahrgenommen, vom anderen Teil nicht. Ebenso unterschiedlich wird eine mögliche Herleitung von der Tradition des figürlichen Arbeitens in der DDR beurteilt, denn einerseits gibt es die unwillkürliche Beeinflussung durch den Vater und erste eigene künstlerische Schritte im sozialistischen Umfeld, andererseits habe sich sein Schaffen erst nach der Wiedervereinigung entfaltet, wird angeführt. Dagegen herrscht die einhellige Betrachtermeinung, dass die Darstellungen das Flair von antiker Kunst umgibt.
Die nachgebildeten Menschen, selbst die in Bewegung erstarrten, wirken in sich ruhend, verträumt, eine geheimnisvolle innere Konzentriertheit bergend, wie in einem schwebenden Zustand stiller Kontemplation. Der Betrachter, der dem Kunstwerk in „intimer Situation“ auf Augenhöhe gegenübersteht, muss mit seinen Sinnen erahnen, was vor sich geht, oder interpretieren oder einfach nur fabulieren. Es stecke viel Naivität in seinen Schöpfungen, heißt es. Schlicht und schön seien sie und dadurch dekorativ, aber durch einen Grad an Oberflächen-„Schrundigkeit“ nicht kitschig. Metzkes selbst bekannte sich zum Dekorativen. Darüber hinaus äußerte er sich 1988 im Interview: „Mein Thema ist die lebensgroße Figur, das Porträt, in Ton oder Gips modelliert und in Bronze gegossen. Bei den anderen Materialien probiere ich mich aus. Die kleinen Kalksteingruppen sind sehr dekorativ angelegt. Bei den Terrakotten reizt mich, sie farbig bemalen zu können.“ Und später auf die Abbildungsgenauigkeit der Realität angesprochen: „Es geht mir nicht darum, dass irgendetwas abgebildet wird, sondern um die Form, die eine Übersetzerin der Realität ist.“

## Einzelausstellungen
- 1999: Via del Corso (Galerie Berlin, Berlin)
- 2006: Robert Metzkes: Terrakotten (Museum Théo Kerg, Schriesheim)
- 2008: Robert Metzkes (Kunst Kabinett Usedom, Benz)
- 2011: Robert Metzkes (Galerie LEO.COPPI, Berlin)
- 2013: Robert Metzkes – Menschenbilder (Kunsthaus Norden, Norden)
- 2014: Robert Metzkes (Georg Kolbe Museum, Berlin)
- 2016: Robert Metzkes – „Quinta essentia“ (Klosterscheune, Zehdenick)
- 2020: Robert Metzkes: Szenarium (Galerie Sandau & Leo, Berlin)[10]

## Gruppenausstellungen
- 1985: Junge Bildhauer DDR/UdSSR (Frankfurt (Oder) und Moskau)
- 1986: DDR-Kunst der 80er Jahre (Eßlingen)
- 1989: [Titel nicht bekannt] (Ruine der Franziskaner-Klosterkirche, Berlin)
- 1989: Konturen – Werke seit 1949 geborener Künstler der DDR (Alte Nationalgalerie, Berlin)
- 1993: Barbara Putbrese/Robert Metzkes (Kulturpodium Lichtenberg, Berlin)
- 1996: Berliner Kabinett – Zeichnungen (V) (Galerie im Turm, Berlin)
- 2001: 10 Jahre Berliner Kabinett – Arbeiten auf Papier und Skulpturen (Galerie Parterre, Berlin)
- 2001: Bewegung und Ruhe: Karl Hofer und Robert Metzkes (Galerie Pels-Leusden, Berlin)
- 2001: Nord Süd/Bilder + Steine (Klostergalerie Zehdenick – Kulturlandschaft Brandenburg Nord e.V., Zehdenick)
- 2001: Barbara Putbrese – Gebaute Malerei/Robert Metzkes – Farbige Plastik (Galerie im Kunsthof Hintersdorf, Berlin)
- 2002: Das Pferd (Galerie Kühn – Lilienthal, Bremen)
- 2003: Metzkes und Metzkes: Commedia (Galerie LEO.COPPI, Berlin)
- 2006: Meisterwerke des 20. Jahrhunderts (Galerie Pels-Leusden, Berlin)
- 2007: Neuerwerbungen der Klassischen Moderne und der Gegenwart (Galerie Ludorff, Düsseldorf)
- 2007: Tete-a-tete (Frankfurter Kunstkabinett Hanna Bekker vom Rath, Frankfurt/Main)
- 2007: Robert Metzkes & Gerda Brodbeck (Haus am Lützowplatz, Berlin)
- 2009: Neuerwerbungen Frühjahr 2009 (Galerie Ludorff, Düsseldorf)
- 2009: Wasser (Galerie LEO.COPPI, Berlin)
- 2009: Robert Metzkes & Barbara Putbrese (Galerie LEO.COPPI, Berlin)
- 2009: Neuerwerbungen Herbst 2009 (Galerie Ludorff, Düsseldorf)
- 2010: 55 Jahre Galerie Koch – Meisterwerke der Bildhauerei (Galerie Koch, Hannover)
- 2010: Sommerausstellung (Galerie Ludorff, Düsseldorf)
- 2010: 1910 FIGUR 2010 (Georg-Kolbe-Museum, Berlin)
- 2010: Dreiklang (Kunstverein zu Rostock, Rostock)
- 2010: Herbst/Winter 2010/2011 (Galerie Ludorff, Düsseldorf)
- 2011: Begegnungen (Galerie Ines Schulz, Dresden)
- 2011: Portrait (Galerie 422, Gmunden)
- 2011: Blickpunkt Mensch! (Mainzer Kunst, Mainz)
- 2012: Elrid Metzkes zum 80. (Galerie LEO.COPPI, Berlin)
- 2012: Karl Schmidt-Rottluff, Max Beckmann – Robert Metzkes (Frankfurter Kunstkabinett Hanna Bekker vom Rath, Frankfurt/Main)
- 2012: Im Auge des Betrachters (Kunst und Literatur Forum Amalienpark e.V., Berlin)
- 2012: Sommerausstellung 2012 (Galerie Ludorff, Düsseldorf)
- 2013: Augenblick 2013 (Galerie LEO.COPPI, Berlin)
- 2013: Gefäss/Skulptur 2. Deutsche und internationale Keramik seit 1946 (Grassi Museum für Angewandte Kunst, Leipzig)
- 2014: Muse und Modell (Galerie Ludorff, Düsseldorf)
- 2014: Augenblick 2014 (Galerie LEO.COPPI, Berlin)
- 2015: Skulptur I (Galerie Ludorff, Düsseldorf)
- 2015: Robert Metzkes/Barbara Putbrese – Pas de deux (Galerie Kunst-Kontor, Potsdam)

## Werkbesitzende Museen
- Ludwiginstitut für Kunst der DDR, Oberhausen
- Städtisches Museum, Eisenhüttenstadt
- Museen, Gedenkstätten und Sammlungen der Stadt Magdeburg
- Kloster Unser Lieben Frauen, Magdeburg
- Städtisches Museum, Neubrandenburg,
- Galerie Junge Kunst Museum, Frankfurt/Oder
- Märkisches Museum, Berlin
- Georg-Kolbe-Museum, Berlin